# Nguyễn Khánh Dương
Nguyễn Khánh Dương (sinh năm 1986), là một tác giả truyện tranh Việt Nam, doanh nhân, nhà sản xuất và chuyên gia nghiên cứu điện ảnh.
Anh được biết đến với vai trò là tác giả của bộ truyện tranh Truyền Thuyết Long Thần Tướng, thành viên nhóm vẽ Phong Dương Comics. Năm 2015, anh sáng lập Công ty Comicola, đơn vị sản xuất, phát hành các sản phẩm văn hóa giải trí của các tác giả Việt Nam. Ngoài ra, anh là người sáng lập dự án Box Office Vietnam.

## Tiểu sử
Nguyễn Khánh Dương sinh ra và lớn lên trong một gia đình có truyền thống báo chí. Anh bắt đầu sáng tác truyện tranh từ những ngày đầu cấp 3 với người bạn cùng lớp là họa sĩ Nguyễn Thành Phong.
Anh tốt nghiệp kỹ sư Công nghệ thông tin, Đại học Sư phạm Hà Nội và làm việc tại một số công ty sản xuất game sau khi ra trường.

## Sự nghiệp

### Sáng tác truyện tranh và sáng lập Comicola
Năm 2015, anh sáng lập Công ty Comicola, đơn vị sản xuất, gây quỹ và phát hành các sản phẩm văn hóa giải trí của các tác giả Việt Nam. Được biết, anh có hơn 20 năm kinh nghiệm sản xuất và kinh doanh truyện tranh cũng như trò chơi điện tử tại Việt Nam.
Comicola là đơn vị xuất bản truyện tranh của tác giả Việt Nam lớn nhất hiện nay, sáng lập và tiên phong ứng dụng đọc webtoon bản quyền đầu tiên tại thị trường Việt Nam. 
Đồng thời, anh cũng tác giả của bộ truyện tranh Long Thần Tướng, từng được Bộ Ngoại giao Nhật Bản trao giải Bạc cuộc thi Giải thưởng Truyện tranh Quốc tế lần thứ 9 (International Manga Award). Bộ truyện được ấp ủ dựa trên tác phẩm truyện tranh hơn 10 năm trước của anh và họa sĩ Thành Dương - đồng thời là thành viên của nhóm Phong Dương Comics, từng được đăng nhiều kì trên tạp chí Truyện Tranh Trẻ của Nhà xuất bản Trẻ. Sau đó, nhóm tác giả đã phát triển và được xuất bản tập 1 vào tháng 11/2014. 

### Box Office Vietnam
Năm 2017, Nguyễn Khánh Dương sáng lập dự án Box Office Vietnam, đơn vị duy nhất thống kê số liệu các cụm rạp, phòng chiếu, số lượng vé và doanh thu cho thị trường điện ảnh tại Việt Nam.

Chia sẻ về cơ duyên sáng lập ra website này, anh từng cho biết trên báo Công Thương: 
“Tôi là một tác giả truyện tranh, năm 2016 có một số đơn vị làm phim họ muốn chuyển thể truyện của tôi thành phim điện ảnh. Lúc đó tôi mới quan tâm tới thị trường điện ảnh."

## Các tác phẩm đã sáng tác
| Năm  | Tên tác phẩm                                    | Vai trò   | Ghi chú                                                                           |
| 2014 | Bộ truyện tranh "Truyền Thuyết Long Thần Tướng" | Biên kịch | Tác phẩm, truyện tranh đạt giải Bạc, cuộc thi International Manga Award lần thứ 9 |
| ---- | ----------------------------------------------- | --------- | --------------------------------------------------------------------------------- |